# Čertova lípa
Čertova lípa, také zvaná Lípa v Tupadlech, je památný strom známý především pověstí o babce a čertovi. Roste v lese u vesnice Tupadly na Klatovsku.

## Základní údaje
- název: Čertova lípa, Lípa v Tupadlech u Klatov
- obvod: 390 cm[2]

## Stav stromu a údržba
Pokroucený kmen uzavírá dutinu, která již zasahuje i do kosterních větví. Mnohé větve jsou polámané.

## Historie a pověsti
O lípě se vypravuje pověst. Babka z chalupy ve vsi se vydala do blízkého lesa pro klestí na zátop. Cestou se jí podařilo najít i několik pěkných polínek a aby hajný neviděl, že z lesa vynáší dřevo, dala je na dno nůše a přikryla klestím. Chtěla vyrazit k domovu, ale plnou nůši se jí nedařilo od země odlepit. Naštvaná, že bude muset nechat úlovek v lese, zaklela: „Aby tu nůši čert vzal!“ A tak se i stalo. Přiletěl čert, vzal nůši, jenže i s babkou, která ji měla navlečenou na zádech. Sotva se babě nohy odlepily od země, došlo jí, co se děje, a tak se snažila co nejrychleji vyvlíknout. Naštěstí se jí to podařilo, když ještě čert nebyl moc vysoko, a tak padla do koruny lípy, kde se zaklesla ve větvích. Když čert zjistil, že hříšnou duši ztratil, zavolal z pekla smečku dalších, ale ať lípu prohledávali, jak chtěli, nenašli ji, a tak s nepořízenou odletěli. To už bábě došly síly a spadla na zem přímo před hajného, který se šel podívat, co se mu to v lese děje za neplechu. Když mu babka vypověděla, co se stalo, pomohl jí do chalupy a ještě jí dřevo donesl. A ta už se víckrát ke staré lípě neodvážila.

## Další zajímavosti
Lípu ve svém díle zachytil akademický malíř Jaroslav Turek.

## Památné a významné stromy v okolí
- Tyršův dub
- Dobrovského dub (zanikl r. 1990)
- Poleňská lípa
- Drslavický klen